# Rhynchina buchanani
Rhynchina buchanani är en fjärilsart som beskrevs av Rothschild 1921. Rhynchina buchanani ingår i släktet Rhynchina och familjen nattflyn. Inga underarter finns listade.